# 庫樓五
库楼五（HD 117440，半人马座d，d Cen）是半人马座的一个双星系统。距离地球约1250光年。
该双星系统的两颗成员星都是黄色G型亮巨星。主星半人马座d A的视星等为+4.5，而其伴星半人马座d B的视星等为+4.7。两颗恒星绕着它们公共的质量中心以78.7年的周期绕行，伴星的半长轴为0.165弧秒。两子星均比太阳大的多，质量各约为太阳的6.8和6.5倍，直径则是太阳的82和71倍。两子星辐射出的总光度各约为太阳的3500和2900倍.这对双星预计年龄不足1亿年，将继续朝赫罗图右上方演化，最后则会成为大质量的白矮星。